# Cantone di Sotteville-lès-Rouen-Est
Il Cantone di Sotteville-lès-Rouen-Est era una divisione amministrativa dell'arrondissement di Rouen.
È stato soppresso a seguito della riforma complessiva dei cantoni del 2014, che è entrata in vigore con le elezioni dipartimentali del 2015.
Comprendeva parte dei comuni di Sotteville-lès-Rouen e di Saint-Étienne-du-Rouvray.